# Vahlkampfia
Vahlkampfia – takson eukariotów należący do supergrupy excavata. Występują w morzu, stwierdzane w Bałtyku oraz w Atlantyku.

## Systematyka
Należą tutaj następujące gatunki:
- Vahlkampfia baltica Schmoller, 1961
- Vahlkampfia damariscottae Page, 1974
- Vahlkampfia dumnonica Page, 1983
- Vahlkampfia longicauda Schmoller, 1964
- Vahlkampfia trilaminata Schmoller, Jonas i Ludvik, 1983